# Pastis 51
Le Pastis 51, aussi appelé 51, est une marque de boisson anisée, créée en 1951 par la société Pernod, devenue depuis Pernod Ricard.
La marque est d'abord créée sous le nom de Pernod 51 avant de prendre celui de Pastis 51 en 1954.
La boisson se boit habituellement dans la proportion d'un volume de pastis pour cinq volumes d'eau.

## Histoire

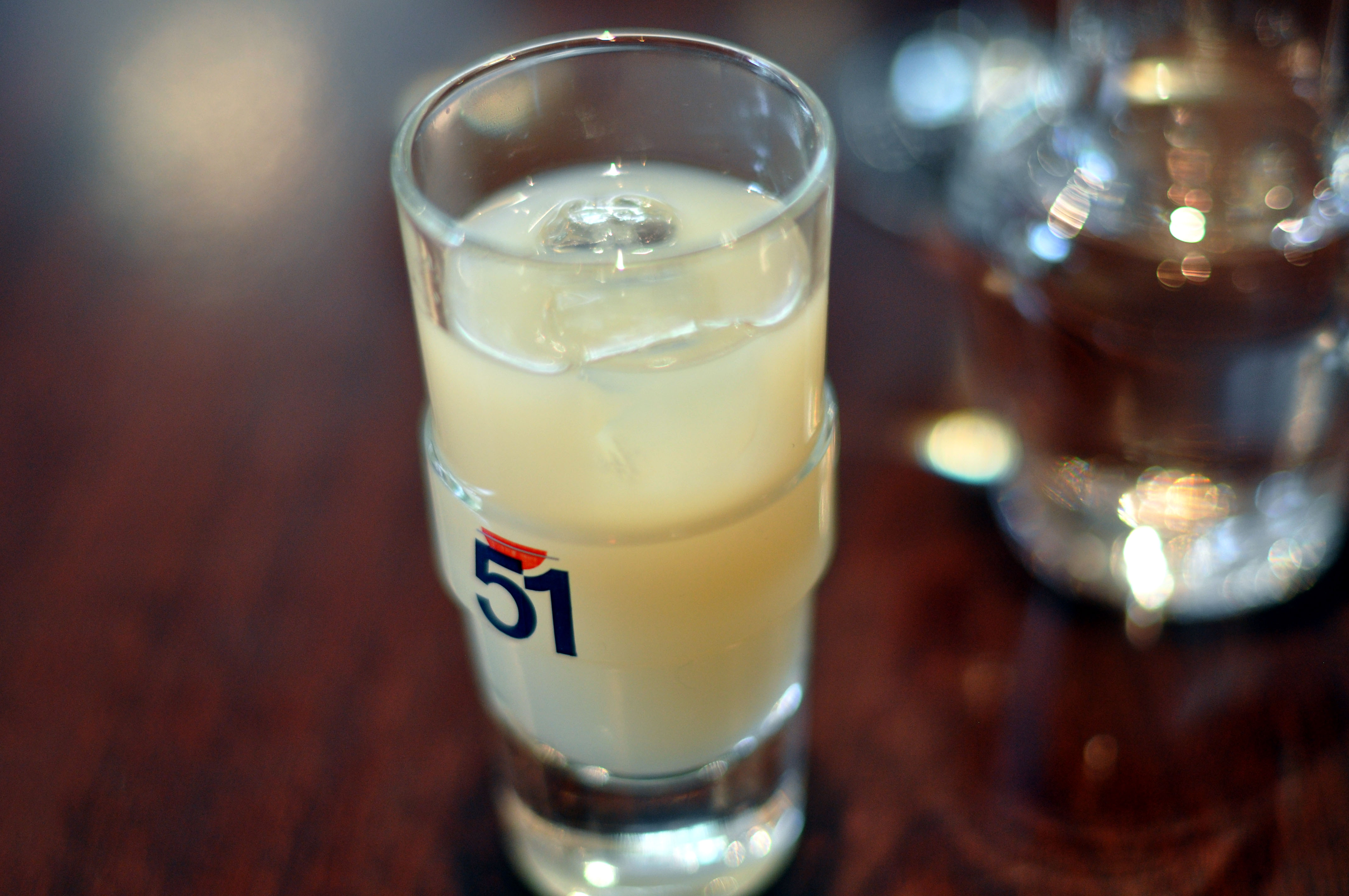
Le 51, c'est 5 volumes d’eau pour 1 volume de pastis.

L'histoire du Pastis 51 est étroitement liée avec la loi française.
En 1915, il est interdit en France de vendre et de consommer des boissons anisées. Cette interdiction est levée en 1922, année de création de plusieurs marques.
En 1938, un décret-loi porte à 45° le degré d'alcool autorisé dans les boissons. L'entreprise Pernod développe alors sa marque phare de l'époque le Pernod 45.
Sous l'occupation, le gouvernement de Vichy estime que la défaite est due, en partie, à la « France de l'apéro ». Il décide donc d'interdire à nouveau la consommation et la vente de boissons alcoolisées ayant un degré supérieur à 16°. Il faut attendre une grosse dizaine d'années avant que cette loi soit abrogée. L'année de libération des boissons alcoolisées, 1951, est fêtée par Pernod avec la création d'une marque spécifique : Pernod 51.
L'existence simultanée d'un Pernod 45 et d'un Pernod 51, dénommés respectivement d'après leur degré d'alcool et leur année de création, était un facteur de confusion. La maison mère décide en 1954 de rebaptiser le plus récent en Pastis 51. Une anecdote illustre l'importance de la marque : lors de la cinquante et unième du grand tournoi de pétanque marseillais sponsorisé par Ricard, le numéro 51 a été supprimé sur l'affiche, « par crainte de mécontenter Ricard », pourtant propriétaire du Pastis 51.
La gamme se compose aujourd'hui de trois éléments :
- Pastis 51, le pastis originel, titrant à 45 %.
- 51 rosé, un anisé qui titre 35 % d'alcool au lieu de 45 % et se caractérise par des notes de fraise, cassis, framboise et pamplemousse rose.
- 51 glacial, un anisé sans réglisse mais parfumé à la menthe, titrant à 40 %.

## Composition et fabrication

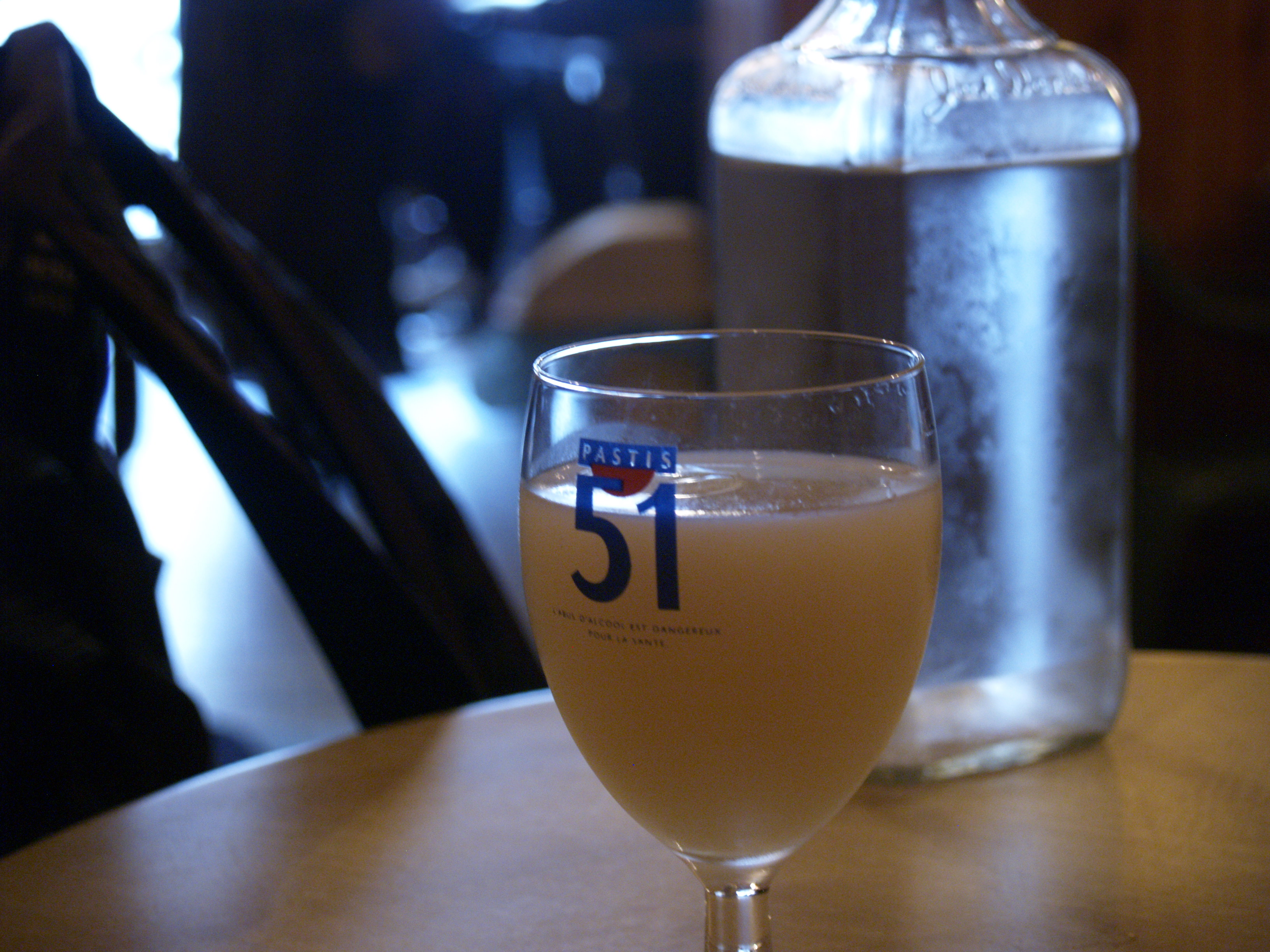
Un verre ballon de Pastis 51.

Le pastis 51 est obtenu par l'aromatisation d'alcool neutre (alcool à 96 %) par des extraits d'anis étoilé de Chine ou du Vietnam, de plantes aromatiques provençales, de fenouil, de réglisse d'Orient et de noix de cola africaine. 51 correspond donc à l'appellation de pastis plus exactement que le Pernod dans la mesure où il contient des brindilles de réglisse pulvérisées.
Les plantes (anis étoilé, fenouil) macèrent dans de l’alcool avant qu’une double distillation ne permette d’obtenir une essence naturelle, l’anéthol. Leur assemblage avec de l'essence de réglisse, les diverses plantes aromatiques, de l’alcool neutre issu d’une double ou triple distillation et de l’eau purifiée donne le produit final qui titre 45° d'alcool.

## Stratégie
Le pastis 51, bien qu'en position de leader en Provence-Alpes-Côte d'Azur, est deuxième sur le marché des boissons anisées : en 2013, sa part de marché en volume des marques d’anisés en GMS en France est de 10 % alors que la marque Ricard en a 40 % et les marques de distributeurs 40 % aussi. Les campagnes de communication organisées autour de ce produit sont donc conçues pour être marquantes.
Au cours des années 1970, le slogan de la marque est « Heureux comme un 51 dans l'eau. » L'authenticité du produit devient à partir de 1985 l'argument principal de promotion avec pour leitmotiv « Vrai comme Pastis 51 ». Le thème de l'apéritif convivial des années 1970 laisse place à la Camargue et ses chevaux. De nos jours, la marque se retrouve à nouveau associée à sa région avec « Ne perdez pas le Sud ».
Le pastis 51 s'efforce de séduire les collectionneurs en créant une bouteille spéciale chaque année. La première bouteille apparaît en 1983 sur une affiche de la marque.
En 1995, la bouteille reçoit un nouvel habillage qui voit la blason Pernod disparaître et une large place à l'inscription « Pastis de Marseille », l'étiquette évoquant le reflet d'un soleil rouge dans la mer.[pas clair]
Une nouvelle recette du pastis 51 voit le jour en 2004. Cette recette légèrement aromatisée au citron est nommée, de façon opportune, 51 Citron mais se révèle être un échec. La marque lance en 2010 la consommation « piscine » dans un verre surdimensionné avec une cascade de glaçons.
En 2013, Pernod décline l'anisé 51 en mode rosé : la marque 51 qui remplace la signature « Pastis 51 » veut conquérir une clientèle plus jeune et féminine par un anisé qui titre 35° d'alcool au lieu de 45° et se caractérise par des notes de fraise, cassis, framboise et pamplemousse rose.
En 2014 est lancé 51 glacial, une boisson anisée sans réglisse mais parfumée à la menthe titrant à 40 %.

## Cocktails
Il y a les traditionnels cocktails au pastis comme la « Mauresque » avec du Pastis 51 du sirop d'orgeat et de l'eau, le « Perroquet » avec du Pastis 51 du sirop de menthe et de l'eau, la « Tomate » avec du Pastis 51, du sirop de grenadine et de l'eau, du « Rourou » avec du Pastis 51, du sirop de fraise et de l'eau.
La marque 51, pour soutenir la consommation de son produit, promeut la création de nouveautés alcoolisées comme le « 51 brésilien » avec du pastis 51, du jus de citron, de l'eau et une cuillère à café de sucre, le « goudron » où le cola remplace l'eau dans le dosage ou encore le « Roseline » avec du pastis 51, de la crème de fraises et de l'eau.